# 宮崎久
宮崎 久（みやざき ひさし、1981年3月19日 - ）は、日本の陸上競技選手、ボブスレー選手。専門は200m。長崎県南串山町(現：雲仙市)出身。パリ世界陸上選手権男子陸上競技日本代表、ソチオリンピックボブスレー競技日本代表。

## 略歴
別名「短距離界のQちゃん」。南串山町立南串中学校から福岡県立八女工業高等学校に進学。高校2年のときに100mで10秒28という学年別歴代最高記録を打ち立てる。しかしながら、高校3年のインターハイ予選では、支部大会準決勝で太ももの肉離れを起こし、個人種目でのインターハイへの道は断たれたものの、チームメイトが4×100mリレーで予選を突破したおかげでリレーのみ出場する事ができた。当時は39秒台で日本高校記録更新も十分可能と言われていたチームだけに、故障していたとは言え宮崎をリレーメンバーから外す事はできない状況だった。インターハイ決勝では第2走者として走ったが、途中で肉離れを再発してしまい、高校記録更新ならびに優勝はならなかった。
1999年、東海大学に進学。大学入学後は個人でタイトルを取れない時期が長く続き、出身、年齢、大学と3つ共通点のある仲のよい末續慎吾に競技成績を追い越されたりするなど、焦りの色を見せてはいたが、2002年、関東インカレの200mで初の個人タイトルを獲得する。そして日本選手権200mで初優勝。釜山アジア大会では準決勝に終わった。2003年、パリ世界陸上選手権代表に選出され、200mと4×100mリレーに出場。200mは1次予選2組で20秒79を記録し6着に入り予選通過。2次予選では3組で20秒70を記録したものの6着で落選し、準決勝進出を逃した。しかし、4x100mRで快進撃を見せる。予選2組で38秒77を記録して3着に入り予選を通過。準決勝では1組で38秒58の好タイムを記録して4着に滑り込み決勝進出。決勝では1～2走でバトンワークがやや乱れて39秒05とタイムは今ひとつ伸びを欠いたが、7位入賞を成し遂げた。
2014年1月、ソチオリンピックボブスレー競技の日本代表に選出された。

## 戦績
- 2000年
  - 日本選手権 200m　8位 （21秒46　+0.4）
  - 世界ジュニア選手権 4×100mR　3位 （39秒47　4走） ジュニア日本新

- 2002年
  - 日本選手権 100m　5位 （10秒36　+1.4）
  - 日本選手権 200m　優勝 （20秒99　+0.8）
  - アジア大会 200m　準決勝2組5着 （21秒07　+0.8）
  - アジア大会 4×100mR　2位 （38秒90　1走）

- 2003年
  - 日本選手権 200m　3位 （20秒70　+0.6）
  - 世界選手権 200m　2次予選3組6着 （20秒70　+0.7）
  - 世界選手権 4×100mR　6位 （39秒05　2走）

- 2004年
  - 日本選手権 200m　4位 （20秒83　+1.5）

- 2005年
  - 日本選手権 200m　4位 （21秒37　0.0）

- 2010年
  - 日本選手権 100m　4位 （10秒48　0.0）